# H.W. Donner
Heinrich (Henry) Wolfgang Donner, född 12 mars 1904 i Helsingfors, död 30 december 1980 i Oxford, var en finländsk-svensk anglist. Han var professor i engelska först vid Åbo akademi och senare vid Uppsala universitet. 

## Biografi
Donner var son till litteraturhistorikern Joakim Otto Evert Donner och dennes hustru Emilia Maria Mathilda Ekman. Fadern var docent vid Helsingfors universitet 1897–1911, men flyttade senare till Sverige, där sonen växte upp. Efter studentexamen studerade Donner i Uppsala där han avlade filosofie kandidatexamen 1927 och i Oxford, där han fick graderna B. Litt. 1932 och D. phil. 1934. Donner kallades 1937 till en professur i engelska vid Åbo Akademi, som inrättats genom donationer från hans far. År 1951 utsågs han till professor i engelska språket och engelskspråkig litteratur vid Uppsala universitet, en befattning som han 1966 lämnade i protest mot det svenska universitetssystemets reformering, främst kravet att studier i högre grad skulle genomföras på normerad studietid. Han blev hedersdoktor vid Uppsala universitet 1967 och vid Åbo akademi 1968.
I sin forskning uppmärksammade Donner bland annat den engelske skalden och dramatikern Thomas Lovell Beddoes (1803–1849).
Donner var ende sökande till professuren i Uppsala, men hans vetenskapliga kvalifikationer för denna var omstridda. Sakkunnigas roll vid denna och andra professorstillsättningar i engelska har behandlats i en lärdomshistorisk avhandling av Rangnar Nilsson.